# Neidlingen
Neidlingen ist eine Gemeinde im Landkreis Esslingen in Baden-Württemberg. Sie gehört zur Region Stuttgart (bis 1992 Region Mittlerer Neckar).

## Geographie

### Geographische Lage

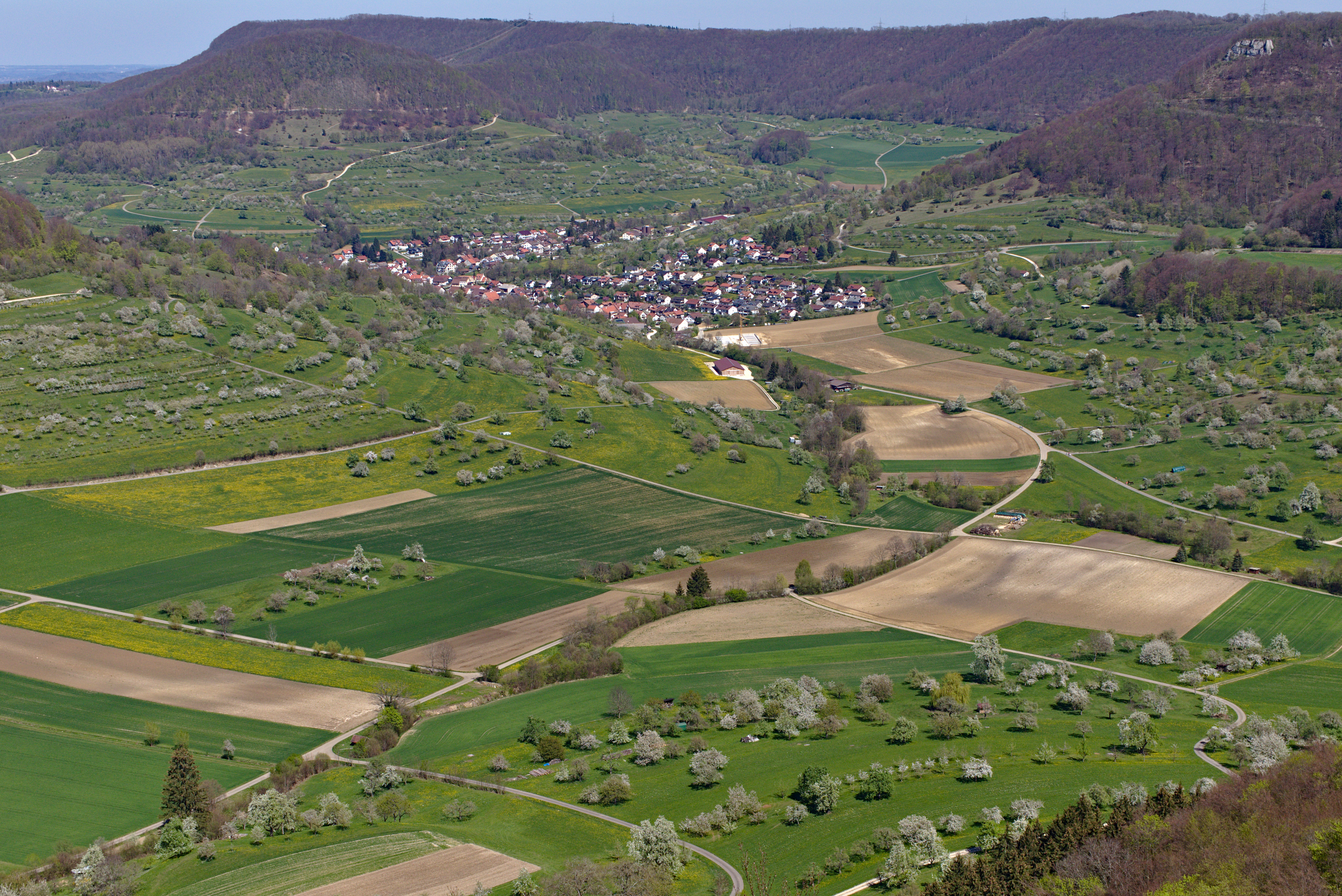
Neidlingen (2019)

Neidlingen liegt im mittleren nördlichen Vorland der Schwäbischen Alb im oberen Tal der Lindach, östlich des Randecker Maars. Die nächste größere Stadt ist Weilheim an der Teck. Neidlingen ist mit seiner ganzen Markung Teil des Biosphärengebiets Schwäbische Alb.

### Gemeindegliederung
Zur Gemeinde Neidlingen gehören außer dem Dorf Neidlingen keine weiteren Orte. Im Gebiet der Gemeinde liegen die abgegangenen Burgen Erkenberg, Burg Windeck, Ruine Heimenstein, Reußenstein, Burgstall an der Lindach und Burgstall Im Hof.

### Nachbargemeinden
Angrenzende Gemeinden sind im Norden Weilheim an der Teck (Landkreis Esslingen), im Osten Gruibingen und Wiesensteig, beide Landkreis Göppingen, im Südwesten Lenningen (Ortsteil Schopfloch) und im Westen Bissingen an der Teck (Ortsteil Ochsenwang) (beide Kreis Esslingen).

### Flächenaufteilung
Nach Daten des Statistischen Landesamtes, Stand 2014.

## Geschichte

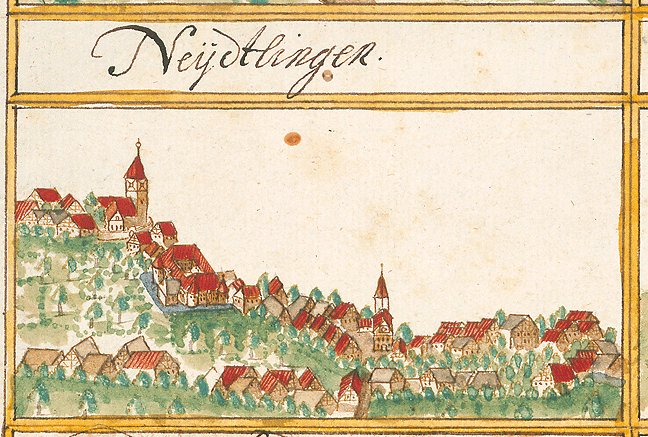
Neidlingen 1683/1685 im Kieserschen Forstlagerbuch

### Vorgeschichte und Altertum
Das Lindachtal wurde bereits sehr früh besiedelt. Dies zeigen Funde aus der Jungsteinzeit. Auf dem Butzenberg, der auch Lichtenstein genannt wird, wird eine Befestigung aus der Hügelgräberbronzezeit vermutet, auf dem Erkenberg eine aus der Hallstattzeit. Zudem wurde in der Heimensteinhöhle eine kleine keltische Statuette gefunden. Die Straße durch das Tal stammt aus römischer Zeit.

### Mittelalter
Die Siedlung wurde um 400 von den Alamannen begründet. Der Ortsname geht auf den Personennamen Nidilo zurück. Früher als die Mehrzahl der übrigen Kreisgemeinden taucht Neidlingen als Nitlinga in der schriftlichen Überlieferung auf: Im Jahre 797 wurde der Ort erstmals in einer Urkunde des Lorscher Codex erwähnt. Während des Hochmittelalters lag der Ort im Herzogtum Schwaben. Die hohe Obrigkeit wechselte im Verlaufe des Spätmittelalters mehrmals.
Zwei Wasserburgen aus dem 13. Jahrhundert lagen im Ort, sind aber längst abgegangen. Nachdem die jüngere 1517 zerstört worden war, entstand wenige Meter nördlich bis 1536 ein vierflügeliges Wasserschloss (auf der Zeichnung von Andreas Kieser gut zu erkennen).

### Neuzeit
1564 wurde den damaligen Besitzern, den Herren von Freyberg, vom Kaiser die Blutgerichtsbarkeit verliehen. Damit war Neidlingen unter reichsunmittelbarer Herrschaft. 1596 fiel der Ort durch Erbschaft endgültig an das Herzogtum Württemberg. Aus der reichsunmittelbaren Herrschaft wurde nunmehr ein besonderes württembergisches Amt, die Vogtei Neidlingen. Neben dem Amt Kirchheim führte diese Vogtei bis ins 19. Jahrhundert ihr eigenes Leben.
Nach der Gründung des Königreichs Württemberg kam Neidlingen 1807 zunächst zum neu gebildeten Oberamt Wiesensteig und 1810 zum Oberamt Kirchheim. Bei der Kreisreform während der NS-Zeit in Württemberg gelangte Neidlingen 1938 zum Landkreis Nürtingen.
Im Zweiten Weltkrieg wurde die Gemeinde am 20. April 1945 durch feindliche Jagdbomber beschossen, bei dem ein Gebäude in Brand geriet und zwei Einwohner getötet wurden. Am 21. April versuchte die deutsche Wehrmacht auf der Straßenkreuzung Hepsisau-Neidlingen die Amerikaner am Aufstieg zur Alb zu hindern, die um 11 Uhr jedoch mit Panzer einfuhren, womit der Krieg in Neidlingen zu Ende ging. Zwischen 1972 und 1991 fanden Flurbereinigungen statt.
Im Jahre 1945 wurde der Ort Teil der Amerikanischen Besatzungszone und gehörte somit zum neu gegründeten Land Württemberg-Baden, das 1952 im jetzigen Bundesland Baden-Württemberg aufging.
Seit der Kreisreform von 1973 ist Neidlingen Teil des Landkreises Esslingen.

### Einwohnerentwicklung

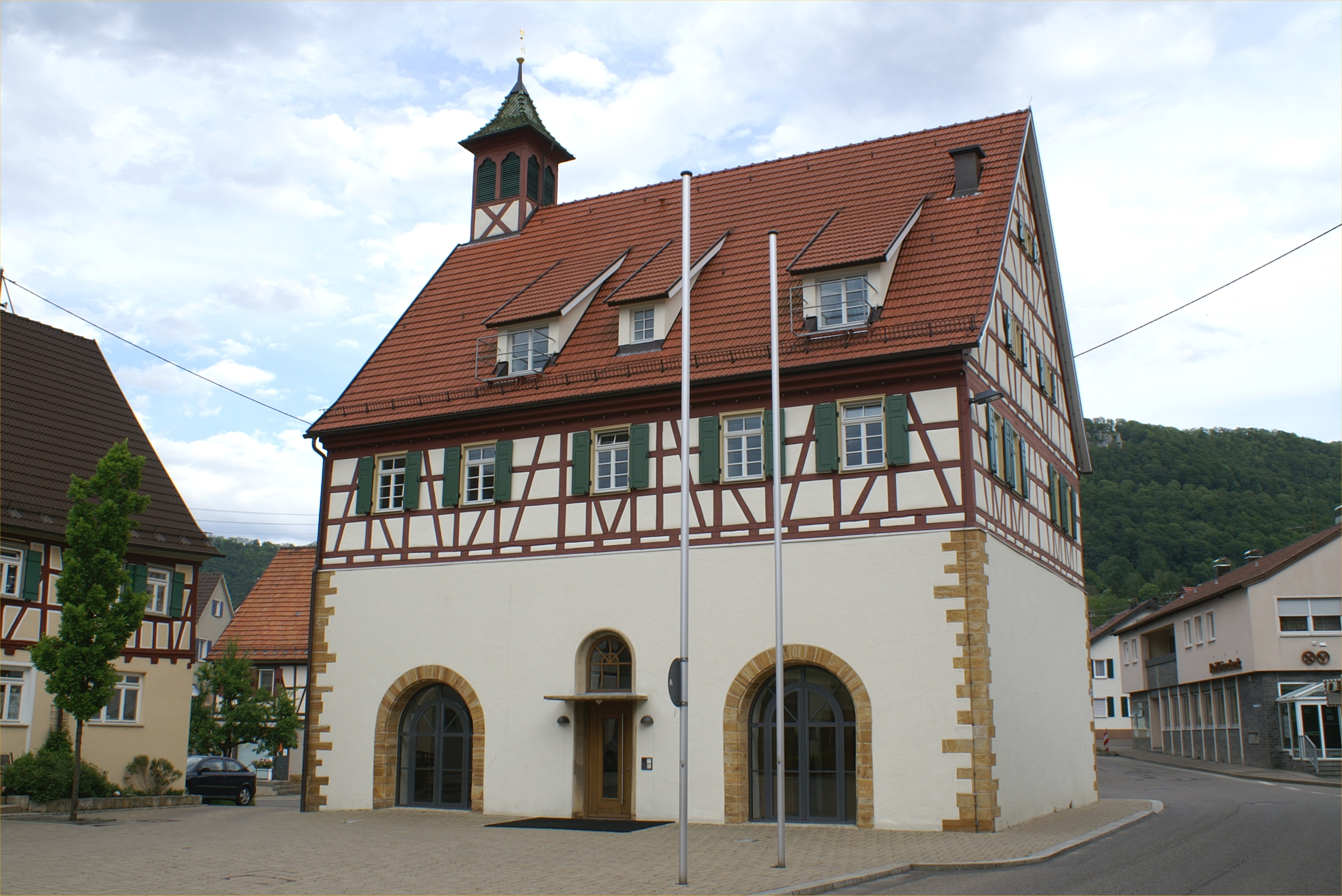
Rathaus in Neidlingen

Die Einwohnerzahlen sind Volkszählungsergebnisse (¹) oder amtliche Fortschreibungen des Statistischen Landesamtes (nur Hauptwohnsitze).
| Stichtag             | Einwohnerzahl |
| -------------------- | ------------- |
| 3. Dezember 1834 ¹   | 891           |
| 1. Dezember 1871 ¹   | 878           |
| 1. Dezember 1900 ¹   | 856           |
| 17. Mai 1939 ¹       | 894           |
| 13. September 1950 ¹ | 1.211         |
| 6. Juni 1961 ¹       | 1.151         |
| 27. Mai 1970 ¹       | 1.387         |
| 25. Mai 1987 ¹       | 1.602         |
| 31. Dezember 1995    | 1.882         |
| 31. Dezember 2000    | 1.909         |
| 31. Dezember 2005    | 1.908         |
| 31. Dezember 2010    | 1.818         |
| 31. Dezember 2015    | 1.838         |
| 31. Dezember 2020    | 1.802         |
| 31. Dezember 2021    | 1.799         |

## Politik

### Bürgermeister
- 1962–1998 Ulrich Rieker (1936–2024)
- 1998–2014 Rolf Kammerlander (1962–2023)
- 2014–2022 Klaus Däschler (1961–2023)
- seit 2022 Jürgen Ebler (* 1976)

Bei der Wahl im Dezember 2013 erhielt der Kriminalbeamte Klaus Däschler 58 Prozent der Stimmen, Amtsinhaber Rolf Kammerlander 38 Prozent. Am 19. Dezember 2021 wurde Jürgen Ebler mit 57,4 Prozent der Stimmen zum Bürgermeister von Neidlingen gewählt. Amtsinhaber Däschler trat nicht mehr an. Ebler trat sein Amt am 28. Februar 2022 an.

### Gemeinderat
Der Gemeinderat in Neidlingen besteht aus den 10 gewählten ehrenamtlichen Gemeinderäten und dem Bürgermeister als Vorsitzendem. Der Bürgermeister ist im Gemeinderat stimmberechtigt.
Die Kommunalwahl am 9. Juni 2024 führte zu folgendem vorläufigen Endergebnis. 
| Parteien und Wählergemeinschaften | Parteien und Wählergemeinschaften                    | % 2024 | Sitze 2024 | % 2019 | Sitze 2019 | Kommunalwahl 2024 %6050403020100 50,50 %49,50 % WUBNWVGewinne/Verlusteim Vergleich zu 2019 %p 2 0 −2 −4+2,00 %p−2,00 %pWUBNWV |
| WUB                               | Wählervereinigung unabhängiger Bürger für Neidlingen | 50,50  | 5          | 48,50  | 5          | Kommunalwahl 2024 %6050403020100 50,50 %49,50 % WUBNWVGewinne/Verlusteim Vergleich zu 2019 %p 2 0 −2 −4+2,00 %p−2,00 %pWUBNWV |
| NWV                               | Neidlinger Wählervereinigung                         | 49,50  | 5          | 51,50  | 5          | Kommunalwahl 2024 %6050403020100 50,50 %49,50 % WUBNWVGewinne/Verlusteim Vergleich zu 2019 %p 2 0 −2 −4+2,00 %p−2,00 %pWUBNWV |
| gesamt                            | gesamt                                               | 100,0  | 10         | 100,0  | 10         | Kommunalwahl 2024 %6050403020100 50,50 %49,50 % WUBNWVGewinne/Verlusteim Vergleich zu 2019 %p 2 0 −2 −4+2,00 %p−2,00 %pWUBNWV |
| Wahlbeteiligung                   | Wahlbeteiligung                                      | 74,3 % | 74,3 %     | 67,9 % | 67,9 %     | Kommunalwahl 2024 %6050403020100 50,50 %49,50 % WUBNWVGewinne/Verlusteim Vergleich zu 2019 %p 2 0 −2 −4+2,00 %p−2,00 %pWUBNWV |

### Wappen
Das Wappen zeigt in geteiltem Schild oben in Silber einen grünen Eichenzweig mit 3 Eicheln, unten in Grün ein silbernes N (für Neidlingen). Das Wappen ist bereits seit 1669 in Gebrauch. Zwischen 1807 und 1952 führte die Gemeinde ein anderes Wappen. 1952 wurde wieder das Wappen von 1669 angenommen.

## Wirtschaft und Infrastruktur

### Wirtschaft
Im Jahr 2022 erzielte Neidlingen Einnahmen aus der Gewerbesteuer in Höhe von 7,5 Millionen Euro. Mit einem Gewerbesteuerhebesatz von 370 % liegt Neidlingen im oberen Mittelfeld aller Gemeinden Deutschlands.

### Radwege
Neidlingen liegt am Schwäbische-Alb-Radweg, einem Fernradweg, der vom Bodensee nach Donauwörth über die gesamte Schwäbische Alb führt. Auf derselben Strecke führt auch der Württemberger Tälerradweg durch die Gemeinde; insgesamt führt er von Crailsheim nach Ulm und weiter über Weilheim und Göppingen nach Schwäbisch Gmünd.
Oberhalb des Ortes verläuft der Alb-Crossing, ein Fernradweg, geeignet für Mountainbiker oder Gravel-Biker, der in sechs Etappen von Aalen bis nach Tuttlingen führt.

### Fernwanderweg
Oberhalb des Ortes verläuft der Albsteig (auch Schwäbische-Alb-Nordrand-Weg oder HW1), einer der beliebtesten Fernwanderwege Deutschlands, der entlang des Albtraufs von Donauwörth bis Tuttlingen verläuft.

### Bildung
Neidlingen verfügt über eine eigene kleine Grundschule.

## Kultur und Sehenswürdigkeiten

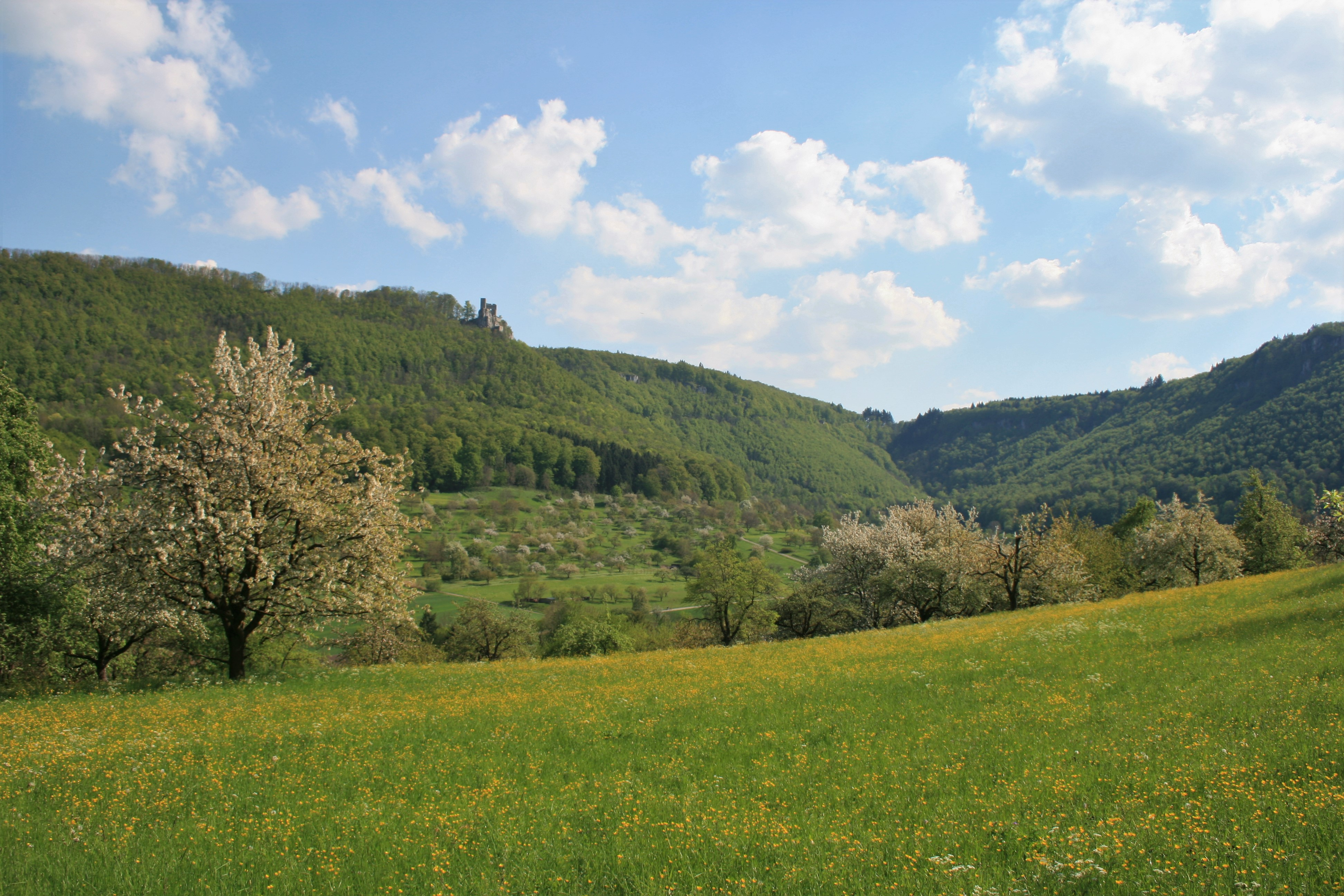
Neidlinger Tal mit Wiesen und Streuobstwiesen, im Hintergrund die Burgruine Reußenstein

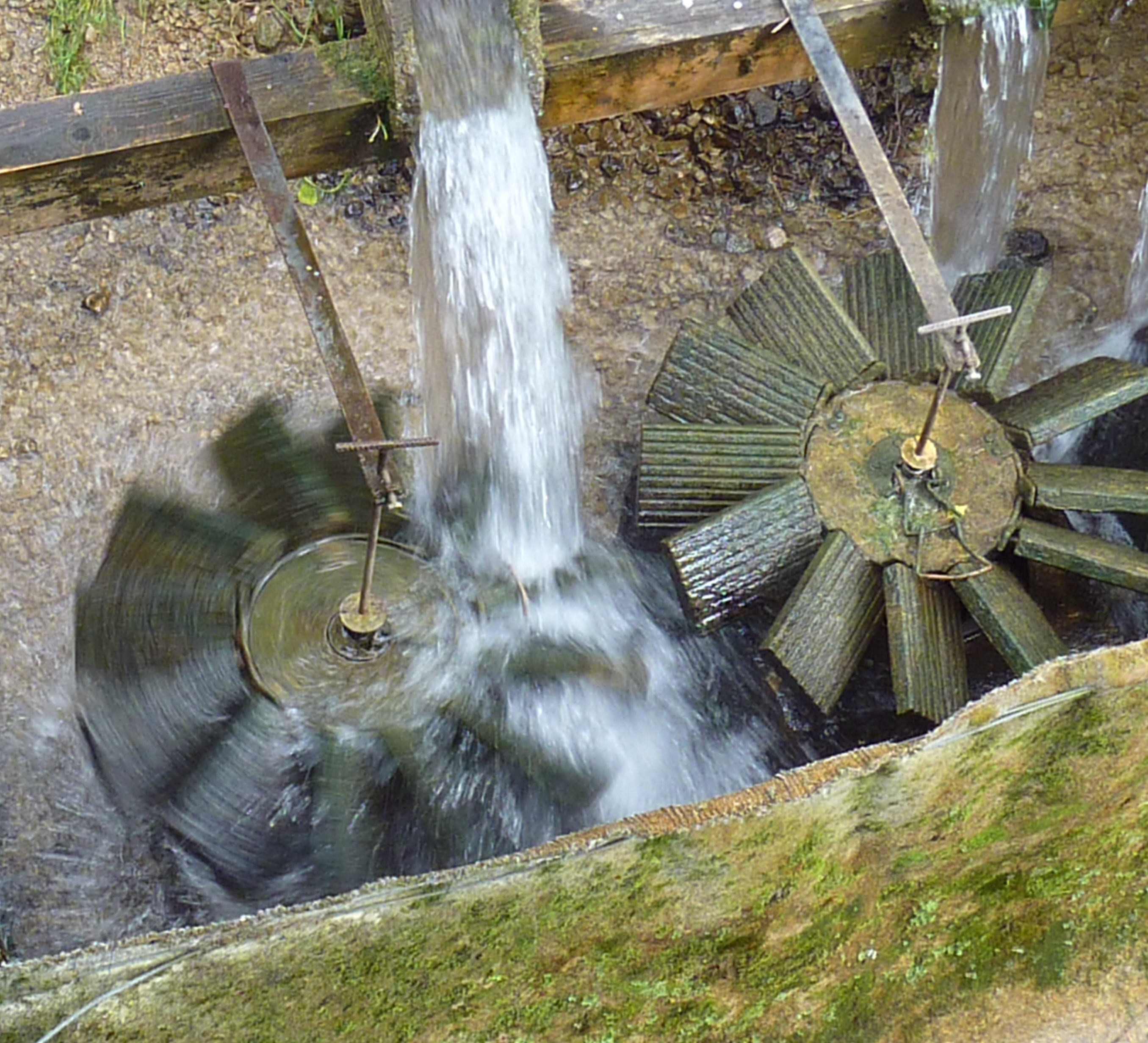
Kugelmühle in Betrieb

- Die Kirschblüte im Neidlinger Tal ist in der ganzen Region bekannt: Mehr als 20.000 Kirschbäume wachsen an den fruchtbaren und klimatisch günstigen Hängen zur Alb.
- Hinten im Tal liegt der Bannwald Pfannenberg, der seit über 100 Jahren sich selbst überlassen ist.
- Am Seebach in Neidlingen liegt eine der letzten (laut Auskunft auf ihrer Homepage) produzierende Kugelmühlen Deutschlands. Hier werden Kugeln aus den Gesteinen der Umgebung hergestellt.[8]

### Bauwerke
- Wahrzeichen Neidlingens ist die einen das Tal beherrschenden Fels krönende Burgruine Reußenstein. Die Burg, die Ende des 13. Jahrhunderts erbaut wurde und deren Besitzer mehrfach wechselten, war bis ins 16. Jahrhundert bewohnt und zerfiel dann.
- Die historische Pfarrscheuer im Ort wurde in den 1970er Jahren vor dem Abriss bewahrt und dient heute als Gemeindehaus.
- Die evangelische Pfarrkirche wurde 1746 im Schlossgarten neu erbaut.

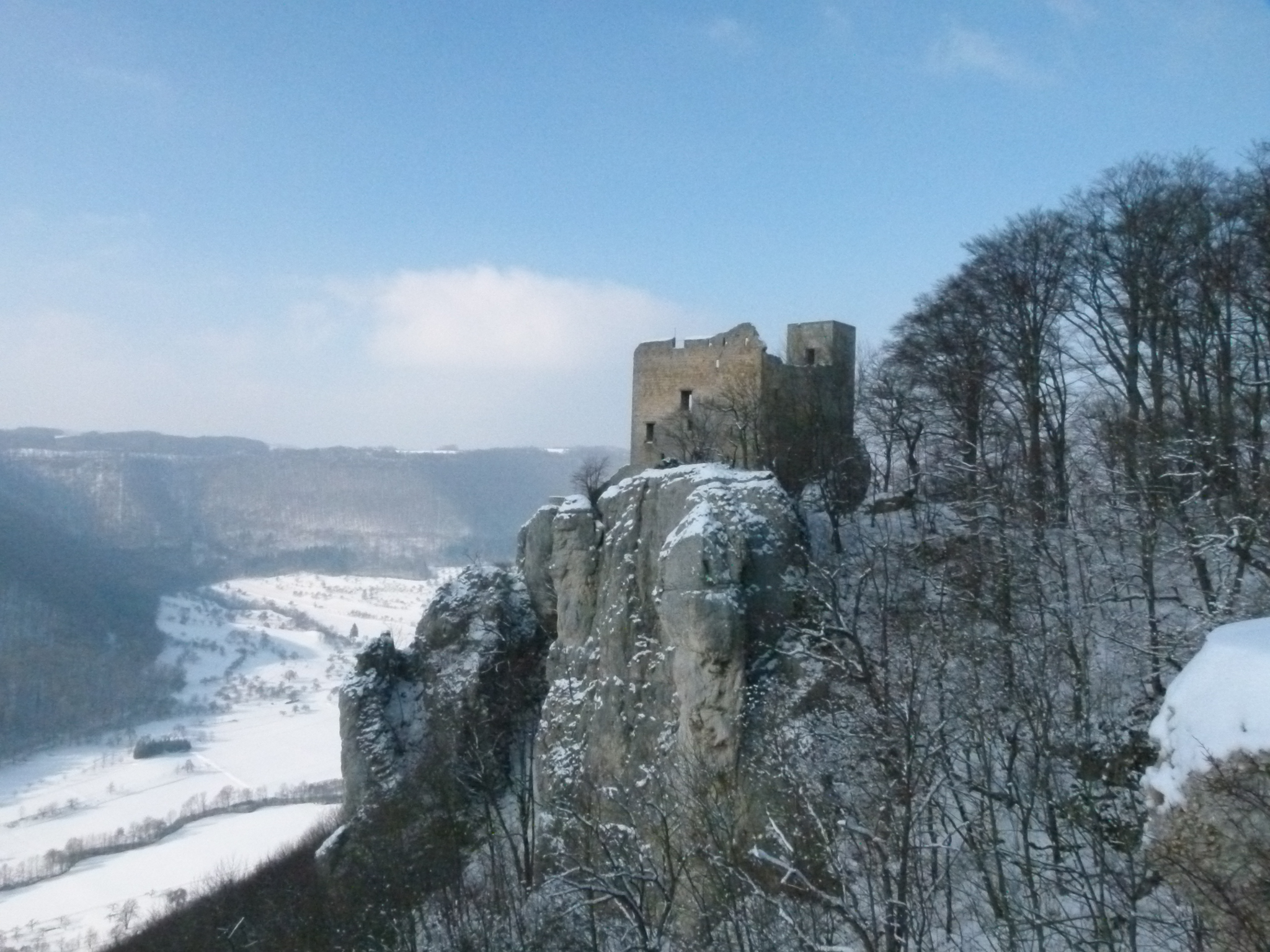
Ruine Reußenstein
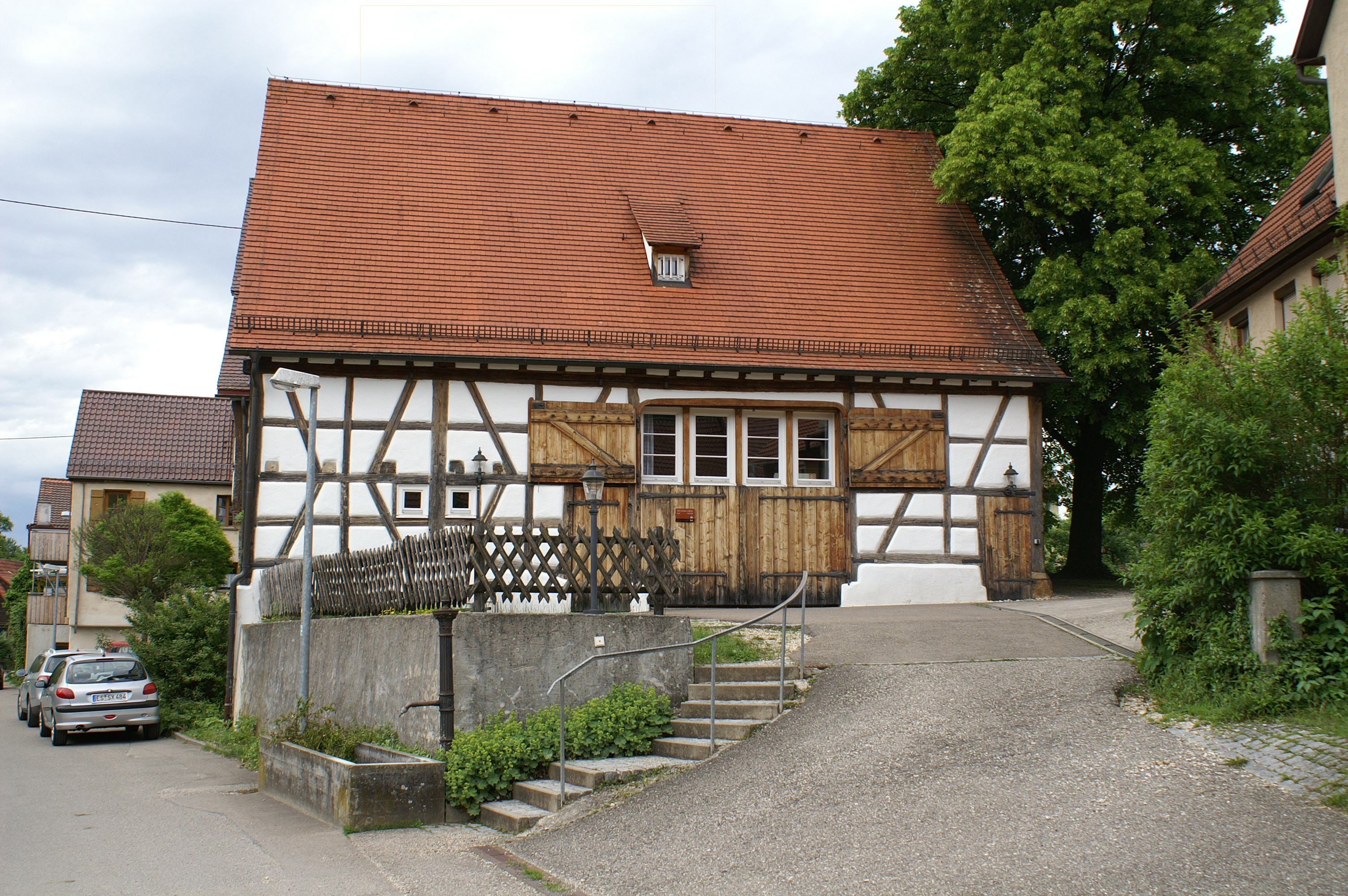
Historische Pfarrscheuer
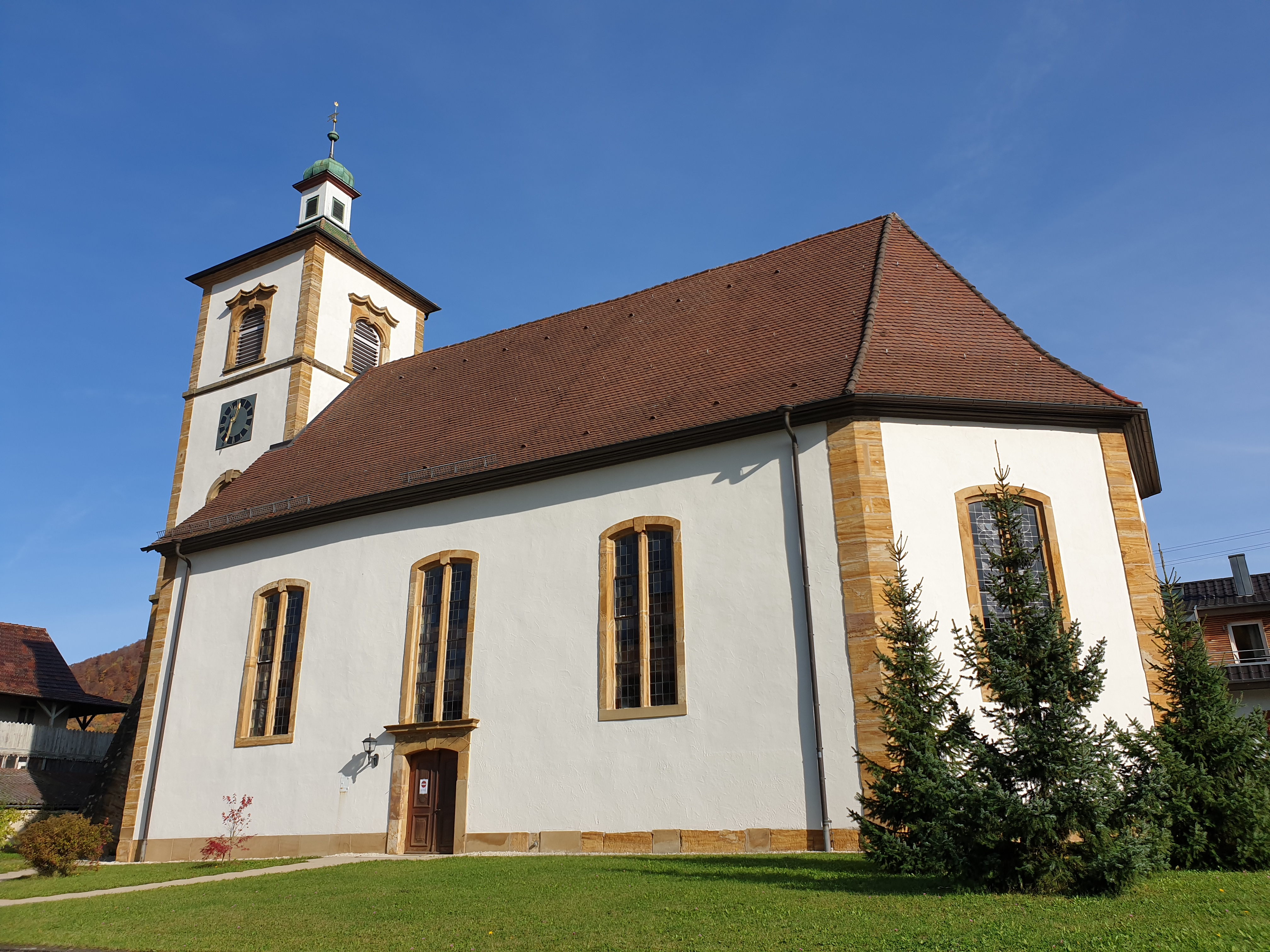
Evangelische Pfarrkirche

### Naturdenkmäler

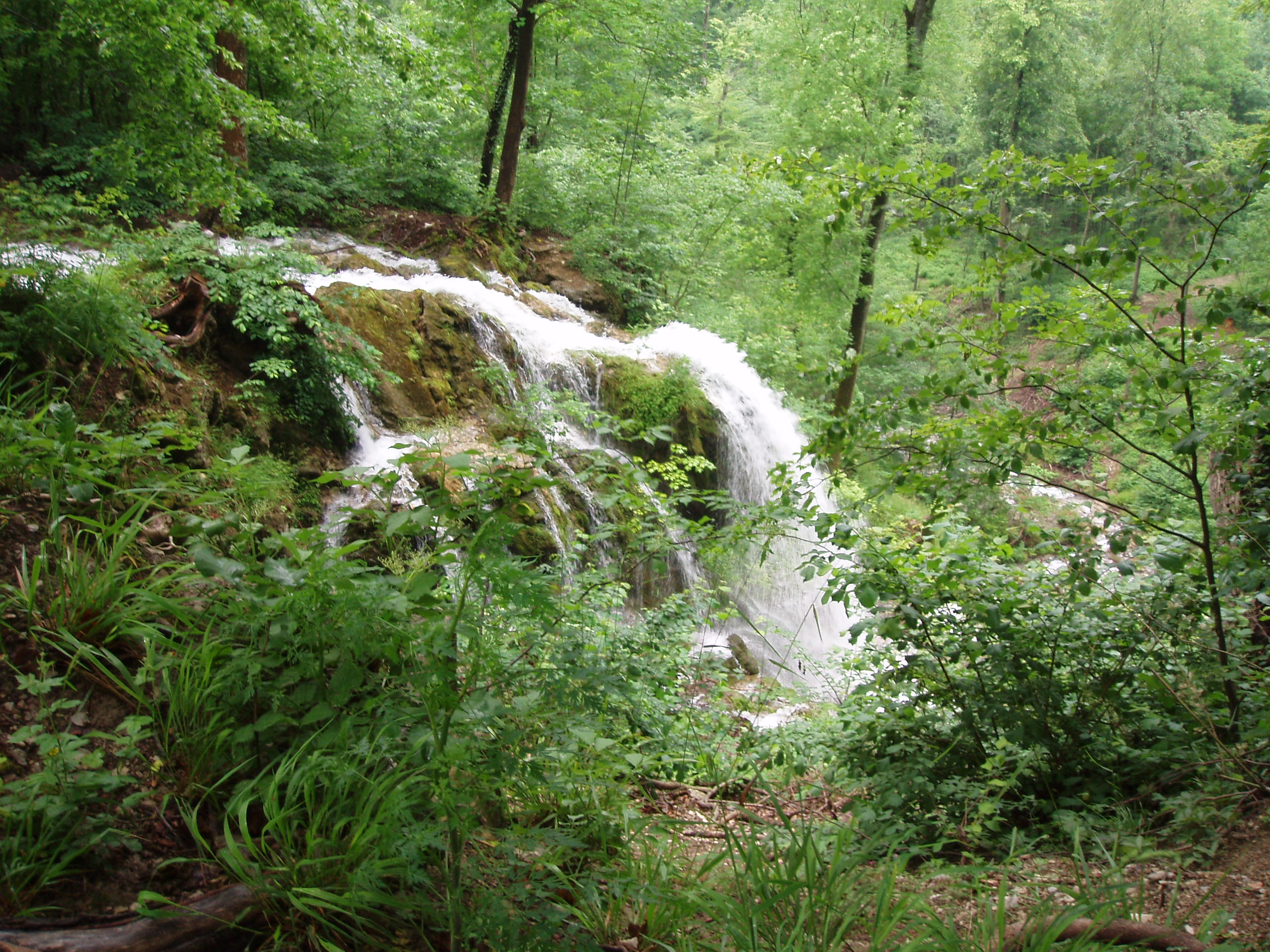
Der Neidlinger Wasserfall

- Der im bewaldeten Steilhang des Albtraufs gelegene Neidlinger Wasserfall direkt unterhalb der Ruine Reußenstein gilt als Ursprung der Lindach (siehe auch: Liste der Wasserfälle in Deutschland).
- In der Heimensteinhöhle soll nach der Sage von Wilhelm Hauff der Riese Heim von Heimenstein gewohnt haben, ehe er sich die Burg Reußenstein bauen ließ.

### Sport
Unter Drachen- und Gleitschirmfliegern ist Neidlingen auch als Fluggebiet bekannt. Der Startplatz liegt an einem Westhang östlich oberhalb von Neidlingen (270 Meter Höhendifferenz).
Der Turnverein 1910 Neidlingen betreibt die Sportarten Fußball, Leichtathletik, Wintersport und Inline-Skaten und hat nach eigenen Angaben fast die Hälfte der Einwohner als Mitglieder.
Weitere Sportvereine sind der Schützenverein Neidlingen 1873 e. V. sowie der Tennisclub Neidlingen e. V. 1981.

### Regelmäßige Veranstaltungen
- Zwetschgenmarkt (Krämermarkt, jährlich am 21. September)
- Zwetschgenmarktfest (Dorffest, am Wochenende vor oder nach dem Zwetschgenmarkt)
- Adventsmarkt (Samstag vor dem ersten Advent)

## Persönlichkeiten

### Söhne und Töchter der Gemeinde
- Peter Neser (* um 1497 in Neidlingen, † nach 1552), Jurist, Rechtsprofessor an der Universität Tübingen
- Johannes Hepperle (* 10. März 1882 in Neidlingen, † 28. Februar 1976 in Kirchheim unter Teck), Schreiner und Harmoniumbauer, Inhaber der Firma Teck-Harmonium in Kirchheim unter Teck

### Persönlichkeiten, die in Neidlingen gewirkt haben
- Heinrich Seufferheld (1866–1940), Maler, Professor an der Universität Tübingen, lebte im Sommer in Neidlingen
- Konrad Widerholt (1598–1667), württembergischer Kommandant, erhielt 1650 die Herrschaft über Neidlingen